# Coll de la Martra
El Coll de la Martra és una collada dels contraforts nord-orientals del Massís del Canigó, a 538 metres d'altitud, en el límit dels termes comunals de Clarà i Villerac i d'Estoer, tots dos a la comarca del Conflent (Catalunya del Nord).
Està situat a l'extrem nord-oest del Serrat del Bosc de la Creu, al nord-oest del terme d'Estoer i al nord-est del terme de Clarà i Villerac. Hi passa el Camí de Villerac, des d'Estoer.
És un coll molt freqüentat per les rutes de cicloturisme de la Catalunya del Nord.